# Celeus tinnunculus
Celeus tinnunculus är en fågel i familjen hackspettar inom ordningen hackspettartade fåglar. Den betraktas i allmänhet som underart till svartbröstad hackspett (Celeus torquatus), men har getts artstatus av Birdlife International och IUCN. Fågeln förekommer enbart i östra Brasilien. Den placeras i hotkategorin livskraftig.